# Antonov A-11
L'Antonov A-11 est un planeur de hautes performances soviétique.